# 양의 가축화

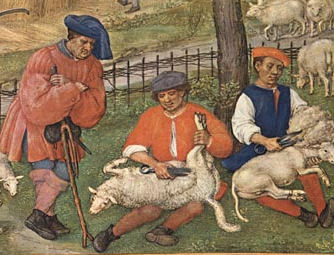
플란데런의 양털깍기, 1510년 무렵

양의 가축화는 기원전 11,000년에서 기원전 9,000년 사이 까지 거슬러 올라간다. 고대 메소포타미아에서 야생 무플런을 길들여 가축화 한 것으로 추측되고 있다. 양은 인간이 처음으로 가축화한 동물들 가운데 하나로 주로 고기, 우유, 모피 등을 위해 길러졌다. 모섬유를 얻기 위한 양은 이보다 늦은기원전 6000년 무렵 품종개량을 통해 길러지기 시작하였다. 이렇게 가축이 된 양은 고대 무역로를 따라 아프리카와 유럽으로 전파되었다.

## 야생 조상

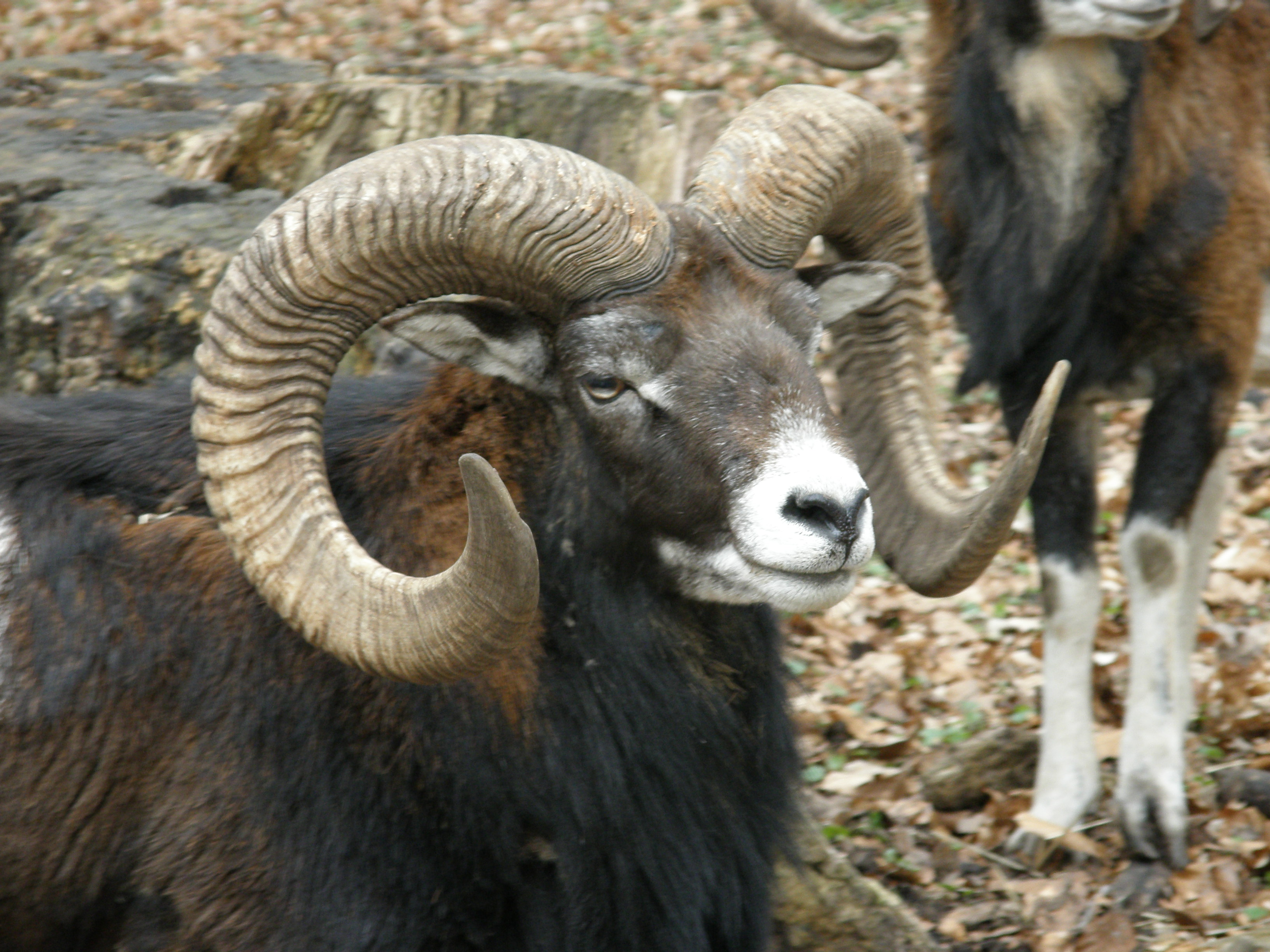
무플런은 양의 가장 가까운 야생 근연종이다.

가축이 된 양과 그것의 야생 조상 사이의 정확한 혈통은 분명하지 않다. 가장 일반적인 가설은 양(Ovis aries)이 무플런의 아시아 지역 아종(O. orientalis)의 후손이라는 것이다. :5 스코틀랜드의 캐슬밀크 무어릿과 같은 몇몇 품종은 야생 무플런의 유럽 아종과 교배되어 형성되었다.
중앙아시아와 남아시아에서 사는 야생 양인 우리알(O. vignei)도 이란 지역에서 무플런과 이종 교배가 이루어졌기 때문에 가축화된 양의 조상으로 여겨졌다. :6 그러나 양속의 야생 동물인 우리알, 아르갈리(O. ammon) 및 시베리아큰뿔양(O. nivicola)은 무플런이나 가축화된 양과는 염색체 수가 달라 계통 발생을 고려할 때 양의 조상이 될 수 없다. 말과 당나귀의 교배를 통해 태어난 노새와 같이 염색체 수가 다른 동물간의 교배를 통해 태어난 새끼는 생식 능력이 없기 때문이다. 유럽에서 기르는 양과 아시아의 양의 품종을 비교한 추가 연구에서는 둘 사이에 상당한 유전적 차이가 있음을 보여준다. 이는 가축화 된 양의 알려지지 않은 야생 근연종이 더 있기 때문일 수도 있고 양이 가축화 된 뒤로도 다른 집단의 무플런이 포획되어 독립적으로 가축화 된 뒤 교배가 이루어졌기 때문일 수도 있다. 한 종류의 가축이라고 해도 여러 지역에서 여러 차례 가축화가 독립적으로 진행되는 것은 가축화 과정에서 흔히 발생하는 일이다.
고대 양과 현대 품종의 주요 차이점 중 하나는 양모 수집 방법이다. 고대의 양들도 털을 깍는 경우가 있었지만 대개는 자연스럽게 떨어진 털을 줍거나 길게 자란 털을 손으로 뽑아 채집하였다. 뽑혀 나오는 긴 털만을 수집하는 방식은 오늘날에도 스코틀랜드의 소어이 양이나 셰틀랜드 양과 같은 품종의 털을 얻을 때 사용된다. 오랜 시기 동안 양모를 얻고 방적하는 것은 가내노동을 통한 수공업의 영역에 놓여있었다. 고대의 바빌로니아, 수메르, 페르시아 등은 모두 양모에 의존하였다. 인류 최초의 옷감은 아마포와 같은 식물성 섬유였고 양모는 매우 귀한 옷감이었기 때문에 목양의 주요 목적 가운데 하나는 양털을 얻기 위한 것으로 인류 초기의 주요 산업 가운데 하나였다. 구약성경에 등장하는 많은 인물들은 큰 양떼를 기르고 있었고 소유한 양의 숫자에 따라 세금을 내었다. 양은 물물교환 경제에서 교환 수단으로 사용되었고 상속받을 중요한 유산 가운데 하나였다. :7

## 아시아

### 가축화
비록 개의 가축화 시기가 2만년 전 이상으로 훨씬 더 길긴 하지만 개는 인간과 공생 관계를 통해 가축으로 자리잡은 것에 비해 양은 식량과 모피 등을 얻기 위해 의도적으로 길들여진 최초의 동물 가운데 하나였다. 양의 가축화는 기원전 11,000년에서 8,000년 사이 메소포타미아에서 이루어졌을 것으로 추정된다. :4 :11–14 :2 오늘날 파키스탄의 영토인 메르가르에서도 기원전 7,000년 무렵 독자적으로 가축화하였다. 양의 야생 근연종인 무플런은 무리를 짓는 사회적 동물로 다른 동물에 비해 공격성이 적고 다루기 쉬운 크기의 몸집에 성적 성숙이 빠르고 번식률이 높아 가축화 되기 쉬운 성질을 지니고 있다. :78–80 오늘날 목축되는 양(Ovis aries)은 인간 없이 건강하게 생존하기 어려운 완전히 길들여진 동물이다. :167 양 가운데 일부가 다시 야생으로 돌아가는 야생화가 되기도 하였지만 이들은 일반적으로 섬과 같이 큰 포식자가 없는 고립된 지역에만 살고 있다. 가축화 된 동물이 다시 야생으로 돌아가는 경우도 일반적인 현상인데 야생말이나 딩고와 같은 들개, 야생돼지의 경우엔 큰 무리를 이루기도 하지만 야생화 된 양의 경우엔 규모가 매우 적다. :75
양이 가축화 된 뒤 서남아시아와 서유럽에서 각자 품종개량이 시작되었다. 양은 처음에 고기, 우유, 가죽만을 위해 사육되었다. 이란 유적지에서 발견된 조각상은 양모 채집이 약 기원전 6000년 무렵 시작되었을 수 있음을 시사한다. :5 :11 가장 이른 시기의 양모를 이용한 의복은 그보다 2천년에서 3천년 후에 만들어졌다. :8 모방직이 있기 전에는 고기를 얻기 위한 도살 과정에서 나온 모피를 무두질하여 일종의 튜닉으로 입었다. 모피옷은 당시 평균 21 °C였던 비옥한 초승달 지대보다 훨씬 추운 지역에서 사람이 살아가는데 유리하였다. 차탈회위크에서 발견된 양의 어금니와 뼈는 이 지역에 가축화된 양떼가 있었음을 보여준다. 청동기 시대에 들어 양은 현대 품종이 갖는 모든 주요 특징이 형성되었고 서아시아 전역에 널리 퍼졌다. :6
투르크메니스탄 남부의 신석기 유적인 제이툰은 기원전 6000년 이 지역에서 양과 염소를 주요 가축으로 키웠다. 이 유적은 당시 사람들이 일정 지역을 중심으로 목축지를 떠도는 유목민 문화의 특징을 보여 곡물을 기른 흔적이나 건축물의 건축은 매우 제한적이고 그 외곽으로 양과 염소의 뼈가 널려있다. 이는 현대 유목 문화의 기원에 대한 민족지적 유추를 가능하게 한다.

### 서아시아 - 중앙아시아
중동과 서아시아는 양의 가축화가 시작된 지역으로 목양과 관련한 문화는 오늘날까지 이 지역 사람들에게 깊은 영향을 남기고 있다. 유대교와 이슬람과 같은 아브라함계 종교는 돼지와 같은 가축을 먹는 것을 금기로 여기기 때문에 고기를 얻는 가축으로서 양에 대한 의존도가 높다. 오늘날 양고기의 주요 생산지는 파키스탄, 인도, 중국 등으로 케밥을 비롯한 다양한 음식 문화가 발달하였다.
고대 국제무역로인 초원길이 가로지르는 서아시아 - 중앙아시아의 초원지대는 강수량이 부족하여 곡물을 기르기 어렵다. 이 때문에 목축지를 따라 이동하며 생활하는 유목민 문화가 발달하였다. 유목민이 주로 기르는 가축으로는 소, 말, 낙타, 개 등이 있으며 양은 이들의 단백질의 주요 공급원이다. 몽골의 경우 전체 가축의 58% 정도가 양이다.

### 인도

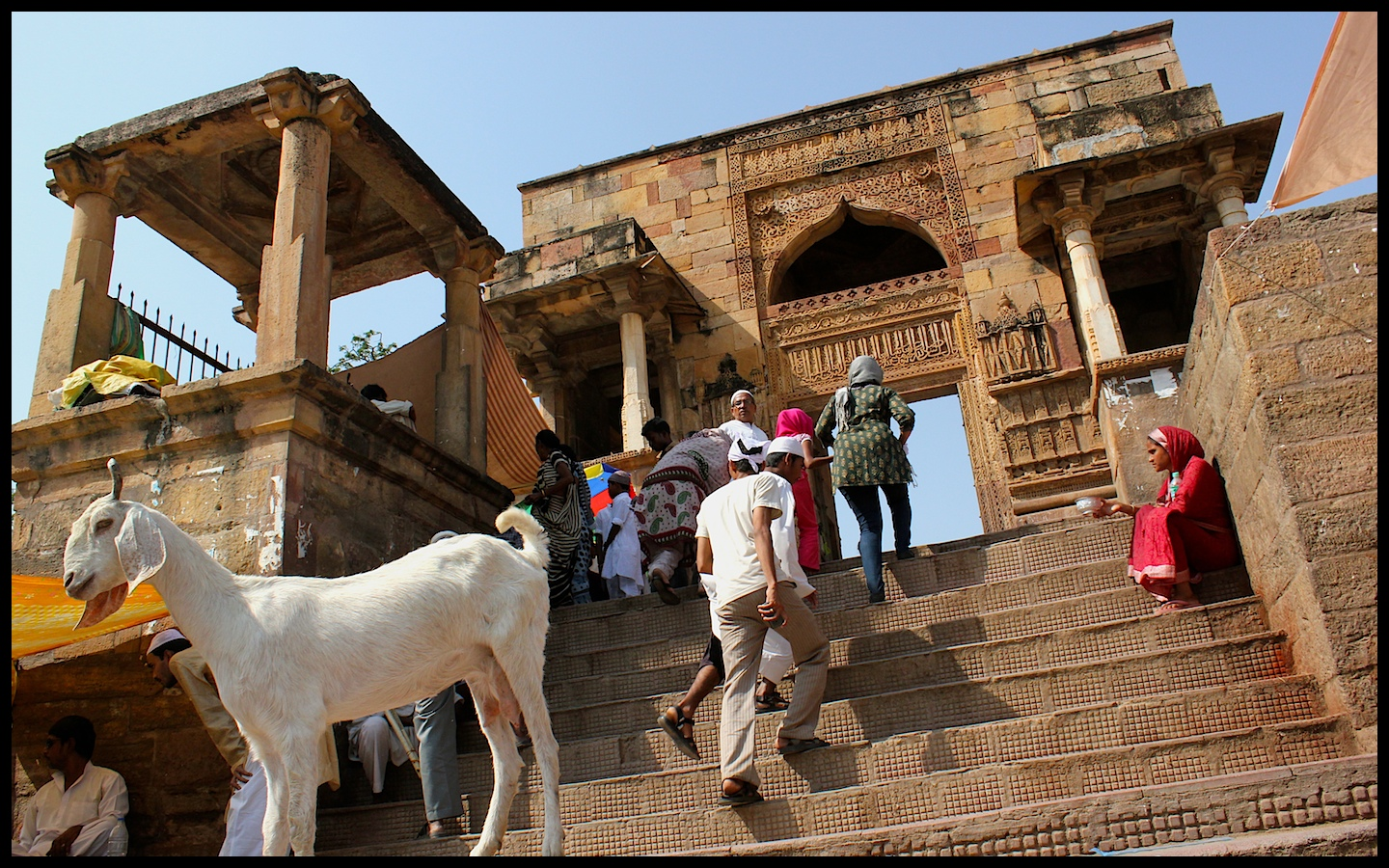
인도의 사원 앞에 놓여진 양. 서아시아에서 남아시아까지 많은 종교가 번제 희생물로 양을 사용한다.

인도에서 양의 가축화는 매우 이른 시기에 시작되어 8천년 전까지 거슬러 올라간다. 인도에서 현재 사육되는 재래 품종의 양에 대한 미토콘드리아 DNA 분석 결과는 인도 내에서 독자적으로 가축화된 혈통과 바닷길을 통해 해외에서 유입된 품종, 그리고 이들의 혼혈 품종으로 구분된다. 양고기는 특히 북부 인도 음식 문화에서 중요한 요소이다. 인도의 주요 직물 재료는 면화와 아마이지만 목양 산업을 통한 고품질의 양모 직물 역시 제작되고 있다.

### 중국
중국에서 양은 다른 가축들에 비해 사육 비중이 떨어지기는 하지만 주나라 시기 하늘에 제사지내는 희생물로 삼은 여섯 가축에 포함될 정도로 오래 전부터 길러져 왔다. 그러나 중국인이 양고기를 즐겨 먹게 된 것은 그리 역사가 오래지는 않다. 중국식 양꼬치 촨은 신장 위구르 자치구의 위구르인의 문화에서 비롯된 것이다.

### 한국
한국에서 양은 삼국 시대부터 길러져 왔으나 중요한 가축은 아니었다. 한국은 산이 많고 초지가 적어 양을 기르기 적합하지 않기 때문이다. 고려 시기 원나라의 영양으로 말과 함께 사육 두수가 늘고 음식으로 조리되기도 하였으나 조선으로 들어서면 양고기 대신 쇠고기나 돼지고기를 즐겼고, 직물도 면화나 삼베가 대종을 이루었기 때문에 얌모 섬유는 발달하지 않았다.

## 아프리카
서아시아에서 가축화 된 양은 얼마 지나지 않아 아프리카 대륙으로 전파되었다. 일부 학자들은 암벽화 해석과 바르바리양의 골학적 증거를 기반으로 오히려 양의 가축화가 아프리카에서 시작되어 아시아로 전파되었다고 주장하지만 소수의 가설로 일반적인 인정을 받고 있지는 않다. 양은 시나이반도를 거쳐 북아프리카에 전파되어   8,000년 전에서 7,000년 전 사이에 고대 이집트 사회에 전해졌다. :12 이후 아프리카 역사에서 양은 항상 자급자족 농업의 일부였지만 오늘날 아프리카에서 목양 산업이 가장 큰 곳은 2천8백8십만 두를 기르고 있는 남아프리카공화국이다:20
에티오피아에서는 여러 종류의 재래 품종이 길러지고 있다. 꼬리 모양과 털의 종류 등을 기준으로 양을 분류하려는 시도가 있었고, H. 엡스타인은 이 두 가지 요소를 기준으로 14종의 품종을 분류하였으나, 2002년 추가적인 유전자 분석을 통해 에티오피아 재래종의 품종은 짧은 꼬리, 긴 꼬리, 뚱뚱한 엉덩이 및 얇은 꼬리의 네 가지 변종으로 정리되었다.

## 유럽

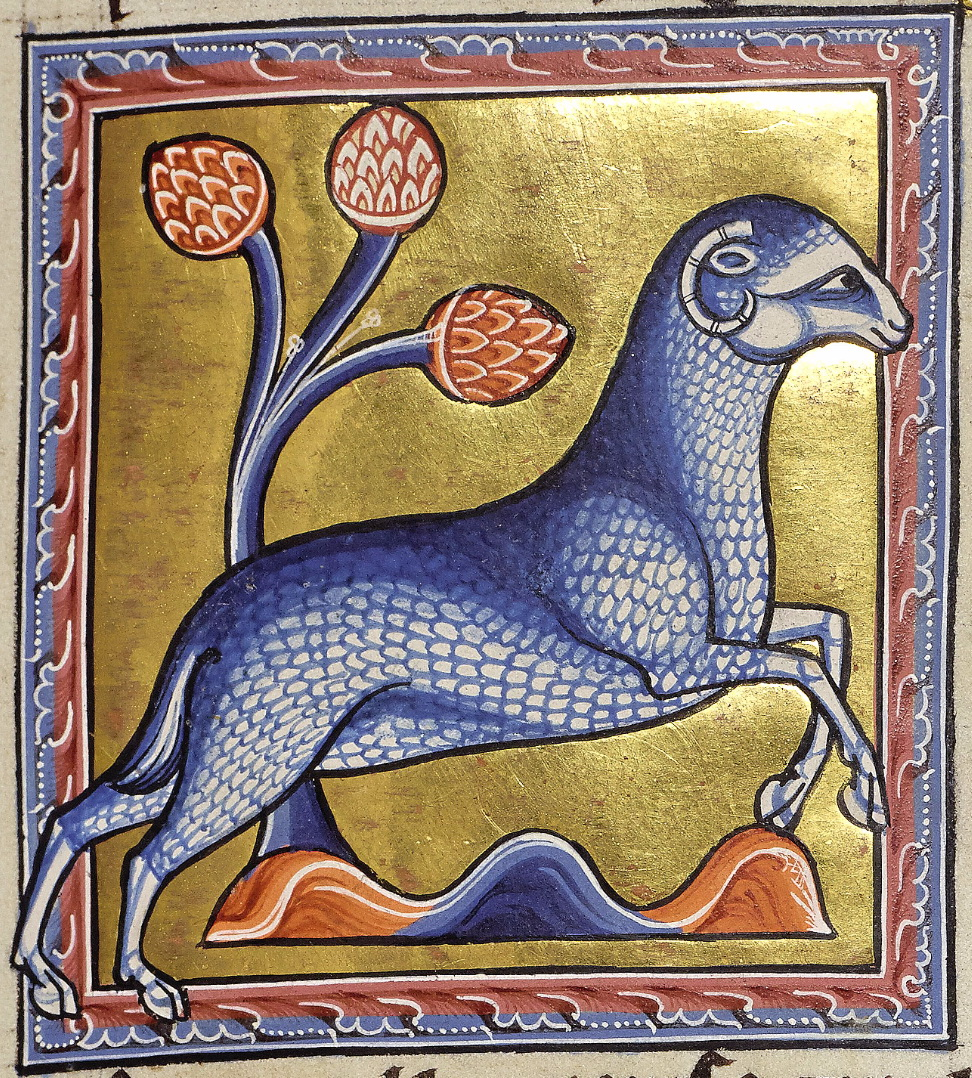
12세기 채식필사본 《에버딘 우화집》에 묘사된 숫양.

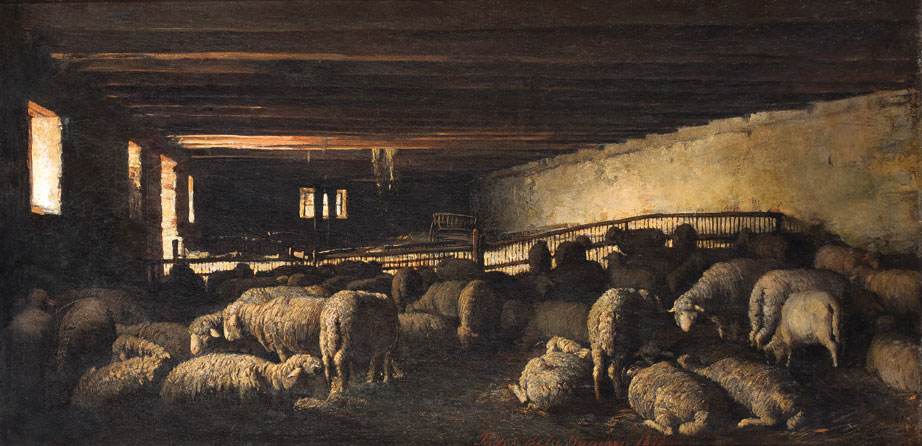
1872년의 양 우리.

목양은 유럽으로도 빠르게 퍼졌나갔다. 발굴된 것 가운데 가장 이른 목양 유적은 프랑스 남부 마르세유 근처 샤토뇌프-레-마르티그 주변의 기원전 6000년 무렵 신석기 유적으로 카스텔노비안 문화로 불린다. 고대 그리스 문명은 시작부터 양을 주요 가축으로 기르고 있었으며 양마다 이름을 붙여 부르기도 하였다. :13 짧은 꼬리와 여러 색의 털을 지닌 오늘날의 스칸디나비아 양도 초기부터 존재했다. 로마 제국은 대규모 방목 산업을 육성했고 유럽 전역에 목양 문화를 전파시켰다. 대 플리니우스는 그의 《박물지》에서 양과 양모에 대해 길게 이야기하였다. 그는 "신을 달래고 우리가 사용할 양모를 주는 양에게도 매우 고맙다"라고 하면서 당시 양의 품종과 양모의 다양한 색상, 길이 및 특성에 대해 자세히 설명한다. 로마인들은 깨끗하고 윤기나는 양모를 얻기 위해 양에게 딱 맞는 코트를 입혀 키웠다. 오늘날에도 나일론을 이용한 코트가 같은 방식으로 사용된다. :74
브리튼 제도의 일부가 로마의 속주인 브리타니아가 된 기원후 50년 무렵부터 윈체스터에 목양지가 건설되었다.:11 1000년 무렵 서유럽에서 가장 큰 양 목축 지역은 잉글랜드와 이베리아반도 지역이었다.:8–9:12 이들 지역은 중세 내내 질 좋은 양모를 생산하는 곳으로 자리잡았으며 양모 무역을 통해 막대한 자금을 축적할 수 있었다. 레콩키스타 과정에서 아라곤 왕국과 카스티야 왕국의 통합으로 성립된 스페인은 그라나다 에미르국을 합병하여 이베리아에서 이슬람을 완전히 축출한 1492년 크리스토퍼 콜룸부스의 아메리카 발견도 이루어졌다. 이후 이른바 신대륙을 식민지화 하기 위해 침략한 스페인의 콩키스타도르들은 양모를 통해 획득한 자본을 바탕으로 식민지를 세우기 시작하였다.:12 스페인의 목양은 양 사육 및 양모 유통 길드인 메스타에 의해 이루어지고 있었고 부유한 상인과 가톨릭 사제, 그리고 귀족들로 구성된 이 길드의 임원들은 양의 품종 개량과 사육 두수 증대에 공을 들였다. 메스타에 의해 성립된 품종이 메리노로 부드럽고 풍성한 양모를 지닌 것이 특징이다. 17세기 무렵 메스타가 관리하는 양은 2백만 두를 넘어섰다.
스페인의 메스타는 계절에 따라 양떼를 이 목장에서 저 목장으로 옮기는 이목 방식으로 양을 길렀는데 스페인을 관통하는 먼 길을 이동하였다. 겨울에는 엑스트레마두라주와 안달루시아주 같이 저지대의 춥지 않은 지역에서 기르다가 봄에 이동하기 시작하여 여름에는 카스티야의 서늘한 고원 지대에서 양을 기르고 다시 가을에 양떼를 따듯한 저지대로 몰아가는 방식이었다. 스페인 궁정은 길드가 바치는 세수의 보장을 위해 메스타에게 특혜를 주었고 이때문에 각지에서 저마다 양모를 생산하는 농노는 종종 피해를 보았다. 양떼를 옮기는 과정에서 메스타는 "통과 권리를 보장받은 길"에 있는 각 지역의 공동 목초지를 마음대로 이용할 수 있었고 자신들이 고용한 양치기와 지역 주민 사이에 갈등이 있을 경우 길드의 자체 심판소를 열어 판결하였기 때문이다.
스페인은 국왕의 허락없이 메리노를 해외 반출하는 것을 엄금하였기 때문에 18세기 중반까지 독점적으로 메리노를 사육하고 있었다. 메리노 반출 금지가 해제된 후인 1786년 루이 16세 치하 프랑스의 랑부예가 메리노를 도입하여 자체적인 품종 개량을 시작하였고 이것이 프랑스 메리노라고도 불리는 랑부예 품종이 되었다.:66 나폴레옹 전쟁이후 메리노는 스페인을 벗어나 여러 곳에서 길러지기 시작하였고 반면에 스페인에서는 거칠고 긴 털이 자라는 추라 품종을 기르기 시작하였다. 이로서 스페인은 세계 양모 무역에서 독점적 지위를 잃었다.
한 때 스페인이 목양 산업에서 선두를 차지 할 수 있었던 것은 끊임 없는 혈통 관리를 통해 메리노의 개체차를 줄여 양모의 품질을 균질화 하였기 때문이다. 이러한 관리 모델은 이후 다른 여러 나라에서도 중요하게 취급되었다. 영국의 경우 스페인이 한 것과는 전혀 별개의 방법을 사용했지만 양모 품질의 균질성을 확보할 수 있었다. 20세기 초반이 되자 영국은 해외 특히 프랑스에서 양털을 깍는 것을 법으로 금지하였는데 이 시기 영국 상원의 의장이 앉는 자리는 양모 자루를 뜻하는 울색(woolsack)이라 불렸다. 13세기 이후 양모산업의 전성기에 이른 잉글랜드에서는 지주들이 기존의 경작지를 양을 기르기 위한 목축지로 바꾸고 울타리를 치는 인클로저가 일어나 그 땅에서 농사짓던 소작농들은 도시 빈민으로 흘러들었다. 잉글랜드의 인문학자 토머스 모어는 《유토피아》에서 이를 두고 "양이 사람을 잡아먹는다"고 풍자하였다.
잉글랜드의 목양 산업은 애초에는 유럽 다른 지역의 양들을 수입하여 이루어졌지만 시간이 지남에 따라 양들을 집약적으로 모아 기르는 방식을 택하였고 기후 역시 달랐기 때문에 이러한 상황에 적응한 독특한 품종들이 생겨났다.:419 잉글랜드의 목양 산업에 맞춘 품종 변화와 더불어 엘리자베스 1세 시기 양모 무역에 대한 과세가 왕실의 주요 수입원으로 떠오르자 목양은 더욱 장려되어 규모를 늘렸다.:9
양이 가축화 된 이후 근대에 이르기까지 품종개량은 자연적으로 발생하는 개체차에서 원하는 특성을 골라내는 것이었지만 18세기 영국의 로버트 베이크웰이 원하는 특성을 선택하며 보다 빠르게 육종하는 방식을 개발한 이후 품종개량은 이전과 매우 다른 양상을 띄게 되었다. 재래종의 품종이 수십 세대를 거치며 매우 느리게 정착된데 반하여 베이크웰은 몇 세대가 지나지 않아 원하는 품종을 얻는 결과를 보여줬다. 이는 양뿐만 아니라 가축 및 가금 모두에 적용될 수 있는 혁명적인 것이었다. 베이크웰의 선택에 의한 품종개량은 훗날 그레고어 멘델의 유전법칙 발견과 찰스 다윈의 자연선택 발견에 영향을 주었다.:56 오늘날 영국의 목양 산업은 전성기에 비해 뚜렷한 감소를 보이고 있지만 혈통이 등록되어 있는 씨양은 경매에서 10만 파운드에 낙찰될 정도로 여전히 비싸다.

## 아메리카 대륙
아메리카 원주민은 양속의 동물을 가축화 한 적이 없다. 가축화된 양이 아메리카에 처음 전해진 것은 크리스토퍼 콜럼버스의 2차 항해가 있었던 1493년 이후이다.:12 이후 멕시코를 식민자화한 에르난 코르테스가 1519년 두번째로 양을 싣고 아메리카로 갔다. 당시 기른 양의 수가 얼마인지 양모 생산량이 어찌 되는 지에 대한 기록은 없지만 스페인의 식민지였던 오늘날 멕시코와 미국 남부에서 길러지는 양의 일부는 당시 건너간 양의 후손일 것이다. 이들이 싣고간 추로 품종은 이후 나바호족에게도 전해져 나바호 추로 품종이 되었고 이때 이후 양목 문화는 나바호 문화에 깊숙히 자리잡았다.:20

### 북아메리카

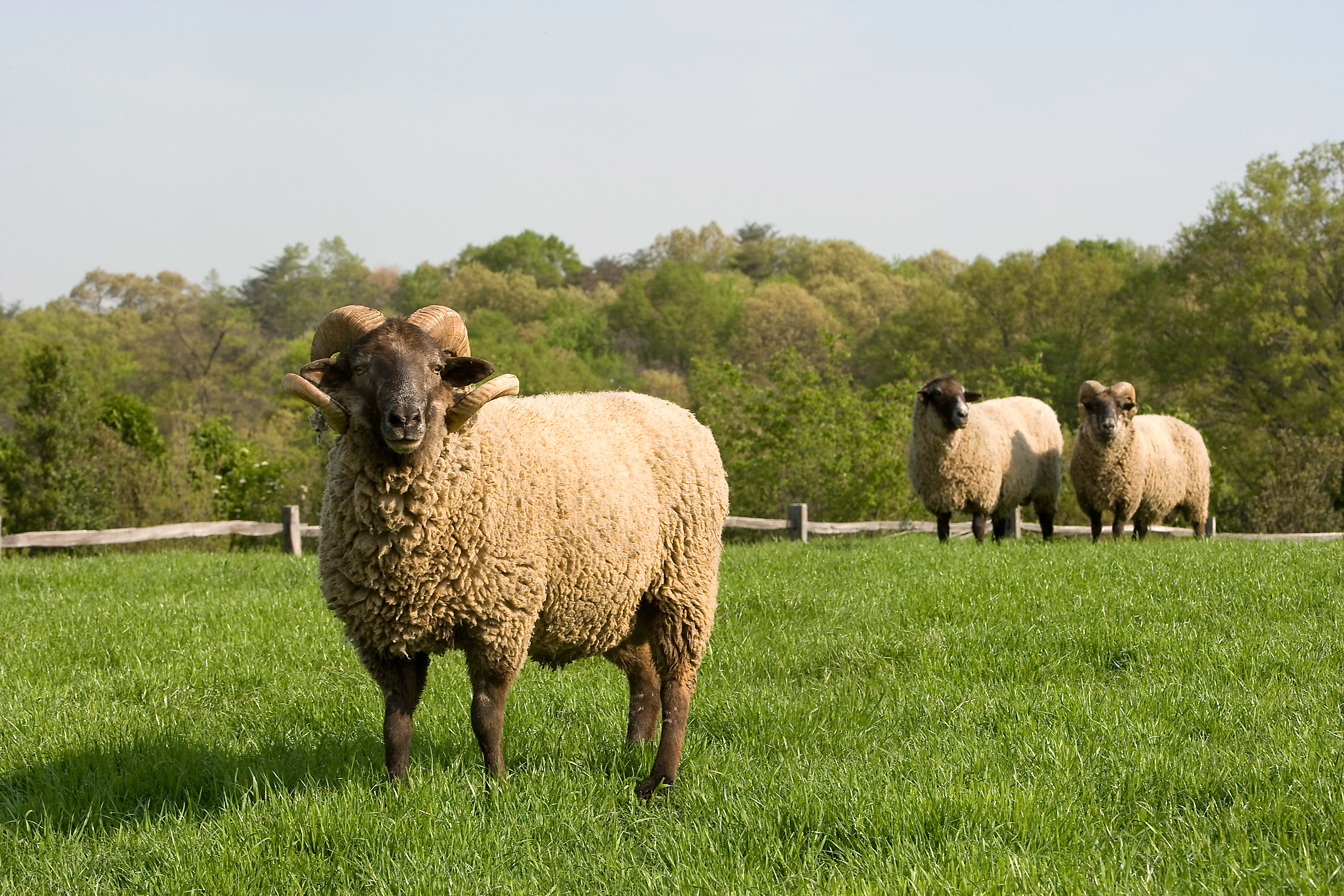
호그 아일랜드 양

콜럼버스와 코르테스 이후 1607년까지 한 동안 아메리카에 양을 싣고 갔다는 기록은 없다가 잉글랜드의 버지니아 회사 소속 식민선인 수산 콘스탄스가 버지니아에 양을 전파하였다.:234 그러나 당시 가지고 간 양은 모두 암컷으로 도축용이었기 때문에 양모의 생산은 1609년이 되어서야 시작되었다.:234 이후 20년간 400 두의 양을 길러 양모를 얻는데 그쳤으나 1640년대에 이르면 13개 식민지 전역에서 10만 두가 사육되었고, 1662년 매사추세츠주 워터타운에 모직 공장이 세워졌다.:9:11 1640년대와 50년대는 잉글랜드 내전이 한창이었던 시기여서 잉글랜드의 모직 산업이 제대로 작동하지 않았기 때문에 북미 식민당국은 자체적인 모직물 공급을 위해 압축 직조 방식을 개발하였다. 13개 식민지의 목양지는 주로 낸터킷, 롱아일랜드, 마서스비니어드, 그리고 보스턴 항구 앞의 섬과 같은 연안의 섬들이었다. 이 지역에는 아직도 호그 아일랜드 양과 같은 재래종이 길러지고 있다. 13개 식민지의 목양 산업이 커지자 잉글랜드는 아메리카산 양모의 수입을 막는 금수조치를 내렸는데 이는 잉글랜드와 13개 식민지 사이의 여러 갈등 가운데 하나였고 결국 미국 독립전쟁의 계기가 되었다.:10
19세기 말에서 20세기 초 무렵 미국의 목양 산업은 점차 서부로 이전되었다. 당시 미국 서부에서 길러진 또다른 주요 가축은 소였고 서부의 목축은 울타리가 없는 개방형 방목이 일반적이었기 때문에 소와 양을 기르는 목장주 사이에 갈등이 많았다. 이때문에 종종 방목지 전쟁이 일어나거나 목초지 권리나 수로 권리를 놓고 다툼이 있었다. 소를 기르는 농장주들은 양이 소와 달리 목초지를 짖밟고 다니기 때문에 양이 지나가면 목장이 황폐화된다고 주장하였다.:4 미국의 서부에서 목양은 목우와 마찬가지로 로데오와 같은 목축 문화의 하나로 자리잡게 되었다. 오늘날에도 북아메리카의 로데오에서는 어린이들이 양을 타고 버티는 머튼 버스팅(Mutton busting)이 열린다.

### 남아메리카

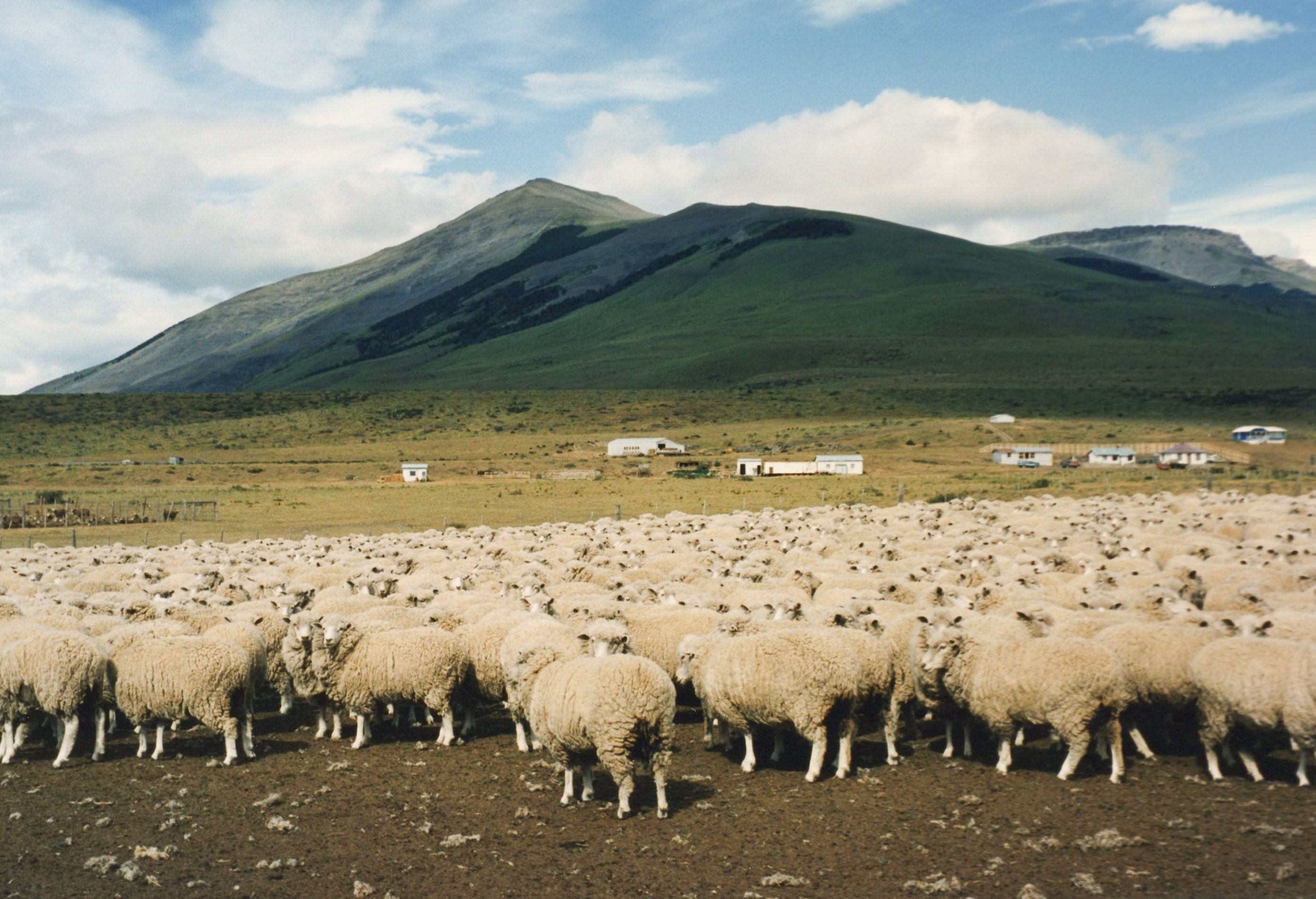
칠레의 목양지

남아메리카 특히 파타고니아 지역은 오늘날에도 목양 규모가 큰 지역이다. 스페인과 영국 양 측 모두 여러 세기에 걸쳐 이 지역에 많은 수의 양을 전했다. 파타고니아에서 기르는 양의 주요 품종으로는 메리노와 코리데일이 있다. 파타고니아는 목초를 두고 경쟁할만한 대형 초식 동물이 구아나코와 같은 라마속 동물 밖에 없고 특별히 주의할 포식자도 없기 때문에 방목을 통해 양을 기르기 쉬었고 급격히 사육 두수가 늘었다. 그리하여 팜파스의 라플라타강을 중심으로 거대한 방목지가 형성되었다.:19 1952년 기준 이 지역의 목양 사육 두수는 2천1백만 두로 정점을 찍었다.
남아메리카에서 양모 생산이 급격히 증가하자 세계의 양모 가격이 크게 하락하였다. 양모의 가격 하락에 따라 수익이 나오지 않자 목양 두수도 함께 줄어들었다. 오늘날 남아메리카에서 가장 많은 양을 기르는 곳은 브라질로 2004년 기준 1천5백만 두이다.
남아메리카 목양 산업이 직면하고 있는 어려움은 20세기에 들어 양모의 가격이 지속적인 하락세라는 점이다. 한편 목축지를 마련하기 위해 밀림을 벌목하는 것은 또 다른 문제를 낳고 있다.

## 오스트레일리아와 뉴질랜드

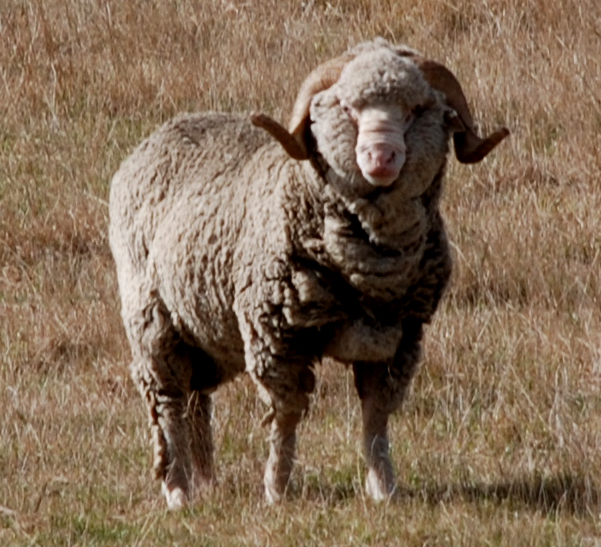
뉴질랜드 메리노

오스트레일리아와 뉴질랜드는 오늘날 목양 산업의 선두 국가로 양은 두 나라의 문화와 경제 모두에서 상징적인 존재이다. 특히 뉴질랜드는 1980년대 사육 두수가 정점에 올라 인구 1 명당 양의 두수는 12 배에 달했다. 이후 사육 두수가 크게 감소하였으나 지금도 인구 1 명당 5 배에 이른다. 오스트레일리아는 세계에서 가장 양을 많이 기르는 나라로 세계 최대의 양모 수출국이다. 2007년 뉴질랜드는 2월 15일을 "양의 날"로 지정하여 자신들의 목양 산업과 문화의 역사를 기념하기로 하였다.
1788년 11척으로 구성되어 오스트레일리아를 식민지화한 영국의 퍼스트 플리트에는 희망봉에서 실은 70 마리의 양도 실려 있었다. 이후 1793년 콜카타와 아일랜드에서 30 마리의 양이 추가로 도입되었다. 초기에 들여 간 양은 모두 식민지의 육류 소비를 위한 것이었으며 양모의 생산은 두번째 식민 선단을 이끈 존 매카서에 의해 추진되었다. 그는 1797년 스페인산 메리노 양 16 마리를 오스트레일리아에 들여 갔다. 1801년 매카서의 양은 1천여 마리로 불어났고 1803년 처음으로 양모 111 kg을 잉글랜드에 수출하였다. 오늘날 매카서는 오스트레일리아 목양 산업의 시조로 여겨진다.
오스트리아의 목양 산업은 급속히 성장하여 1820년 사육 두수는 10만 여 마리로 늘어났고 이후 다시 10년 만에 백만 마리까지 늘었다. 1840년이 되면 뉴사우스웨일스주에서만 백만 마리를 넘어섰고 10냔 뒤 전체 사육 두수는 다시 1억 3백만 마리까지 증가하였다. 오스트레일리아 목양 산업의 이러한 급격한 성장은 영국의 양모 수요 급증과 밀접한 관련이 있다. 양모 생산이 주요 산업이 되면서 오스트레일리아와 뉴질랜드 모두 다양한 품종 개량을 벌여 쿨라리, 쿱워스, 페렌데일, 폴워스, 부룰라 메리노, 페핀 메리노, 폴 메리노 등의 새로운 품종이 생겨났다.:34, 44, 64 오스트레일리아와 뉴질랜드에서 양모 수출이 주요 산업으로 떠오른데는 식민 모국인 영국까지 운반하는 화물 가운데 오랜 항해를 견디며 품질이 유지될 수 있는 것으로 양모가 거의 유일했기 때문이기도 하다. 더욱이 두 나라는 남반구에 위치하고 있어 유럽과는 계절이 반대였기 때문에 영국 내에서 생산하는 양모의 공급 시기와 겹치는 것을 피할 수 있었다.
오스트레일리아에서는 거대한 방목지를 조성한 뒤 울타리를 치고 중간 크기 모섬유를 지닌 종을 주로 방직 산업 용도로 기르면서 일부 육류 소비용으로도 사육하는 것이 일반적이었고, 뉴질랜드는 영국의 오랜 전통을 물려받아 집집마다 울타리를 두르고 따로 방목을 하지 않는 방식으로 양을 길렀다. 양모 수익이 주요 수입원으로 자리 잡은 뉴질랜드는 목양 산업이 급성장하였고 20세기 양모 하락을 겪은 뒤 상당수가 육류 소비용으로 전환되었다.:17

## 참고 문헌
- Budiansky, Stephen (1999). 《The Covenant of the Wild: Why animals chose domestication》. Yale University Press. ISBN 978-0-300-07993-7.
- Ensminger, M.E.; R.O. Parker (1986). 《Sheep and Goat Science》 Fif판. Danville, Illinois: The Interstate Printers and Publishers. ISBN 978-0-8134-2464-4.
- Pugh, David G. (2001). 《Sheep & Goat Medicine》. Elsevier Health Sciences. ISBN 978-0-7216-9052-0.
- Simmons, Paula; Carol Ekarius (2001). 《Storey's Guide to Raising Sheep》. North Adams, MA: Storey Publishing. ISBN 978-1-58017-262-2.
- Smith M.S., Barbara; Mark Aseltine; Gerald Kennedy (1997). 《Beginning Shepherd's Manual》 Seco판. Ames, Iowa: Iowa State University Press. ISBN 978-0-8138-2799-5.
- Weaver, Sue (2005). 《Sheep: small-scale sheep keeping for pleasure and profit》. Irvine, CA: Hobby Farm Press. ISBN 978-1-931993-49-4.
- Wooster, Chuck (2005). 《Living with Sheep: Everything You Need to Know to Raise Your Own Flock》. Geoff Hansen (Photography). Guilford, Connecticut: The Lyons Press. ISBN 978-1-59228-531-0.
- Hussain, Aftab; Fakeha Affaf (2011). 《Composition of fatty acids: Physicochemical studies on sheep fat》. Saarbrücken, Germany: VDM verlag. ISBN 978-3-639-35780-6.